# Bahnstrecke Priemerburg–Plaaz
| Streckennummer: | 6926                   |                                        |                                        |
| Kursbuchstrecke (DB): | 187                    |                                        |                                        |
| Kursbuchstrecke: | 105d (1934) 118 (1946) |                                        |                                        |
| Streckenlänge: | 9,7 km                 |                                        |                                        |
| Spurweite: | 1435 mm (Normalspur)   |                                        |                                        |
| Stromsystem: | 15 kV 16,7 Hz ~        |                                        |                                        |
| |                        |                                        |                                        |
| \| \| \| von Rostock \| \| \| \| 9,7 \| Plaaz \| Plaaz \| \| \| \| nach Neustrelitz \| \| \| \| 7,9 \| Mierendorf (bis 9. Dezember 2012) \| Mierendorf (bis 9. Dezember 2012) \| \| \| 4,0 \| Glasewitz (bis 1993) \| Glasewitz (bis 1993) \| \| \| \| Priemerwald Ost nach und von Lalendorf \| \| \| \| 0,0 \| Priemerburg \| Priemerburg \| \| \| \| nach Güstrow \| \| |                        |                                        |                                        |
| Strecke |                        | von Rostock                            | von Rostock                            |
| Bahnhof | 9,7                    | Plaaz                                  | Plaaz                                  |
| Abzweig geradeaus und nach links |                        | nach Neustrelitz                       | nach Neustrelitz                       |
| ehemaliger Haltepunkt / Haltestelle | 7,9                    | Mierendorf (bis 9. Dezember 2012)      | Mierendorf (bis 9. Dezember 2012)      |
| ehemaliger Haltepunkt / Haltestelle | 4,0                    | Glasewitz (bis 1993)                   | Glasewitz (bis 1993)                   |
| Abzweig geradeaus, ehemals nach links und von links |                        | Priemerwald Ost nach und von Lalendorf | Priemerwald Ost nach und von Lalendorf |
| Bahnhof | 0,0                    | Priemerburg                            | Priemerburg                            |
| Strecke |                        | nach Güstrow                           | nach Güstrow                           |

Die Bahnstrecke Priemerburg–Plaaz ist eine eingleisige, elektrifizierte Nebenbahn in Mecklenburg-Vorpommern.

## Streckenverlauf

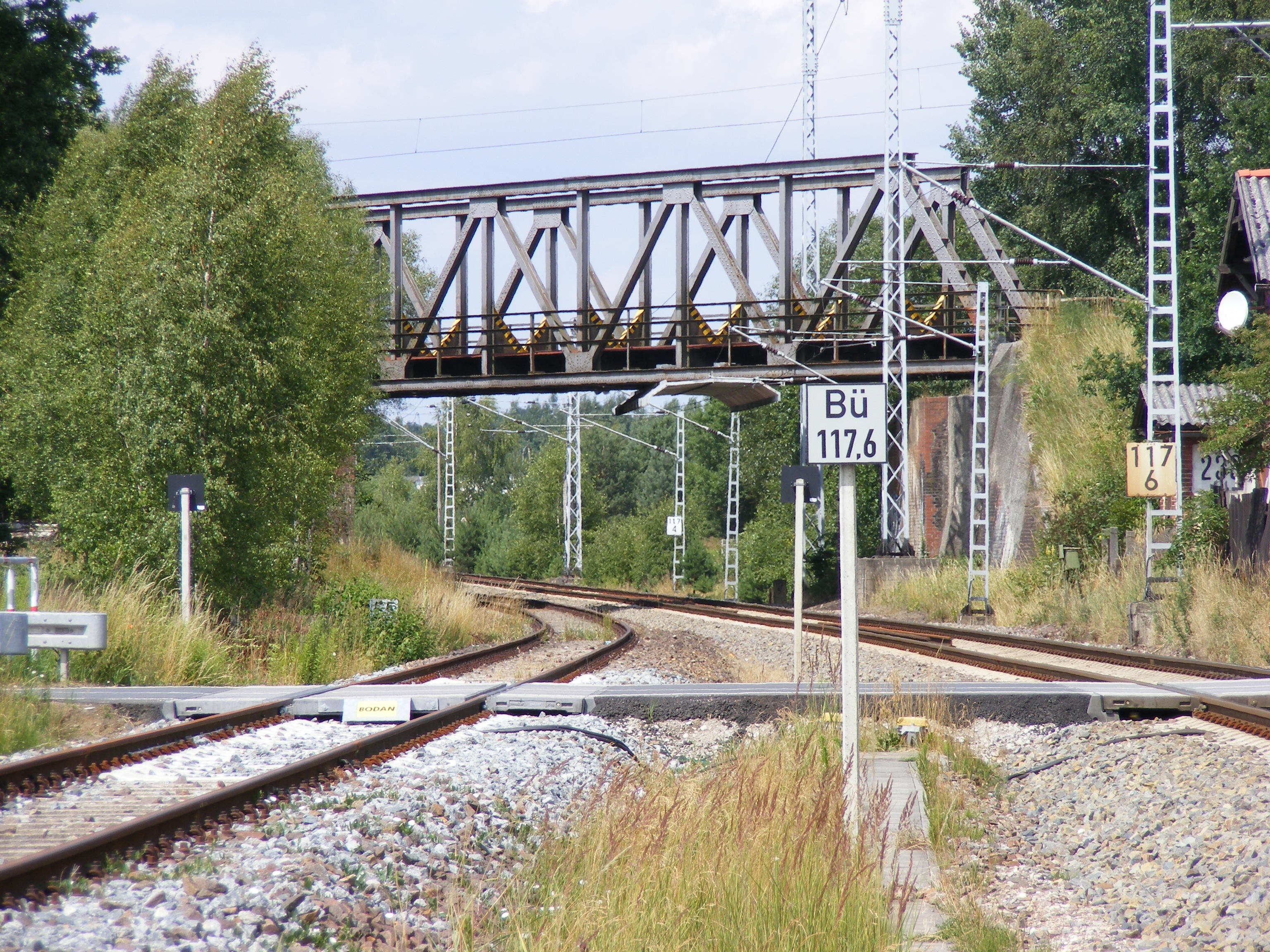
Überführung der Strecke Priemerburg–Plaaz über die Strecke Güstrow–Meyenburg (links) und Bützow–Szczecin (rechts)

Die Strecke beginnt im Bahnhof Priemerburg. Hier zweigt sie von 
der Bahnstrecke Güstrow–Meyenburg ab, die vom Bahnhof Güstrow bis zum drei Kilometer östlich gelegenen Priemerburg parallel zur Strecke nach Neubrandenburg verläuft. Sie fädelt dort nach Süden aus und überquert auf einer Brücke die anderen Strecken. Rechts liegt die Trasse der ehemaligen Verbindungskurve nach Priemerwald Süd. Nach einer Fahrt durch ein Waldgebiet wird der 1993 geschlossene Haltepunkt Glasewitz durchfahren, von dem kaum noch Spuren vorhanden sind. Das folgende Stück verläuft durch offene, hügelige Landschaft. Der Haltepunkt Mierendorf lag außerhalb des Ortes auf freiem Feld. Kurz darauf mündet die Strecke südlich des nun zum Haltepunkt umgebauten ehemaligen Bahnhofs Plaaz in die Lloydbahn ein.

## Geschichte

### Anfänge bis 1945
Die Güstrow-Plauer Eisenbahn eröffnete 1882 ihre Stammstrecke von Güstrow nach Plau, die später bis Meyenburg verlängert wurde. 1886 folgte die Lloydbahn mit der Verbindung Neustrelitz–Rostock, die jedoch an der Stadt Güstrow vorbeifuhr. Daraufhin wurde von der Güstrow-Plauer-Eisenbahn 1887 eine knapp zehn Kilometer lange Verbindung nach Plaaz an der Lloydbahn eröffnet. Die Bedeutung der Strecke beschränkte sich auf den lokalen Verkehr, zumal ebenfalls 1887 die direkte Verbindung von Güstrow nach Rostock mit der  Bahnstrecke Güstrow–Schwaan in Betrieb ging.
1890 wurde die Güstrow-Plauer Eisenbahngesellschaft vom Staat übernommen und in die ebenfalls verstaatlichte Friedrich-Franz-Eisenbahn eingegliedert.
Der Verkehr bestand in der ersten Hälfte des 20. Jahrhunderts aus drei bis vier Zugpaaren täglich zwischen Güstrow und Plaaz, die in Plaaz meist Anschluss an die Züge der Lloydbahn nach Rostock hatten.

### 1945–1990

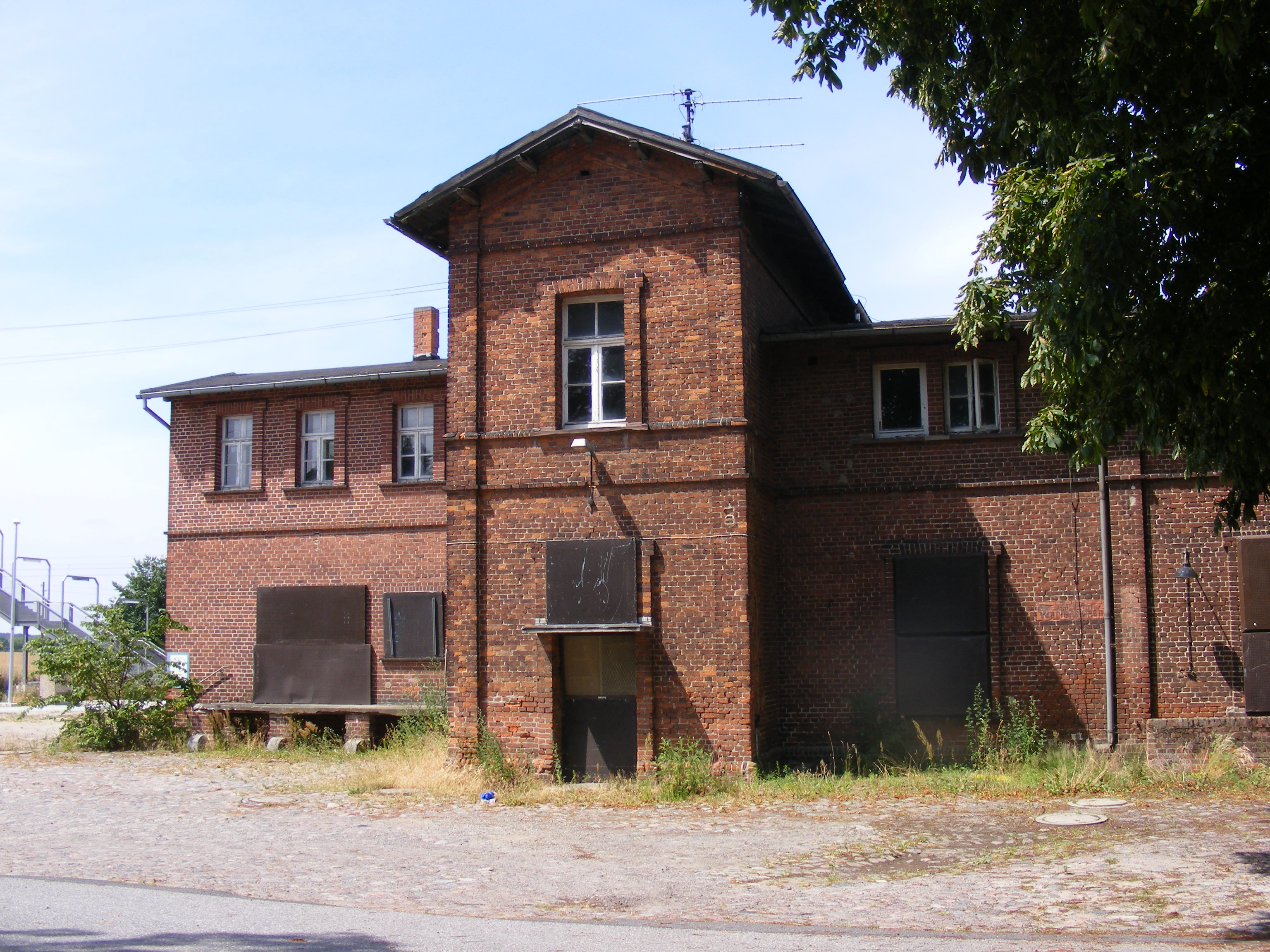
Bahnhof Plaaz, Juli 2008

Nachdem nach dem Zweiten Weltkrieg die Lloydbahn südlich von Plaaz als Reparation an die Sowjetunion abgebaut worden war, fuhren die Züge von Güstrow über Plaaz bis Rostock durch. Dabei blieb es auch nach dem Wiederaufbau der Lloydbahn. Zusätzliche Bedeutung hatte die Strecke in den ersten Jahren nach dem Zweiten Weltkrieg bis 1948, weil sie nach der ebenfalls erfolgten Demontage der Strecke Rostock–Schwaan–Bützow die einzige Verbindung von Rostock nach Süden darstellte.
Die Bedeutung der Strecke im Güterverkehr wuchs mit dem Bau des Rostocker Überseehafens um 1960. Über sie konnte die Anschlussstrecke von Kavelstorf zum Hafen von Bützow und Güstrow aus erreicht werden. Über eine neugebaute Verbindungskurve zum Betriebsbahnhof Priemerwald Süd waren auch die Strecken von Neubrandenburg und Pritzwalk angeschlossen. Damit wurden die Knoten Rostock und Güstrow entlastet. Die Verbindungskurve wurde zweigleisig gebaut, so dass dort Züge kreuzen konnten. Vornehmlich für den Güterverkehr wurde die Strecke auch 1985 elektrifiziert. Der Personenverkehr beschränkte sich all die Jahre auf etwa sechs Zugpaare am Tag Güstrow–Plaaz–Rostock, die Streckengeschwindigkeit blieb auf Nebenbahnstandard.
Gelegentlich gab es auch Schnellzüge auf der Strecke, wie im Jahr 1988/89 den Interzonenzug Rostock–Güstrow–Hamburg-Köln, der auf diesem Weg Güstrow anband, ohne dort Kopf machen zu müssen.

### Seit 1990

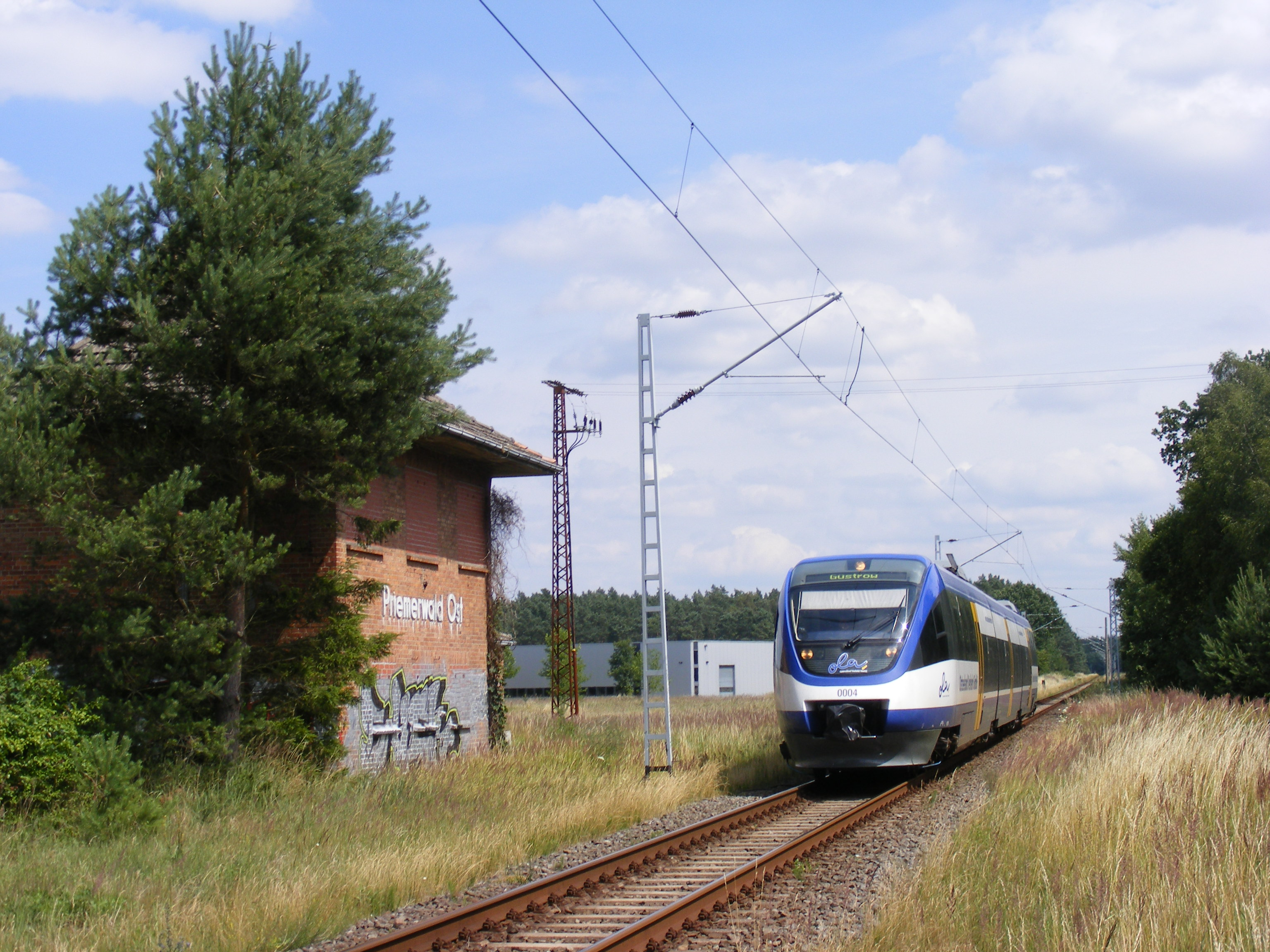
Triebwagen der Ostseeland-Verkehr am ehemaligen Abzweig Priemerwald Ost, Juli 2008

Mit dem Rückgang des Güterverkehrs wurde die Verbindungskurve Priemerwald entbehrlich, sie wurde 1995 stillgelegt und in der Folge abgebaut. Der Personenverkehr wurde 1996 vertaktet, die Züge fuhren seitdem alle zwei Stunden. Seit 2000 wurde er von der Ostmecklenburgischem Eisenbahn (später Ostseeland Verkehr) betrieben. Nach einer anderthalbjährigen Sperrung wegen der Sanierung des anschließenden Lloydbahn-Abschnittes verkehrten die Züge seit Juni 2007 wieder zwischen Rostock, Plaaz und Güstrow im Zweistundentakt, der Montag bis Freitag morgens und nachmittags auf einen Stundentakt verdichtet wurde. Zum Einsatz kamen Bombardier-Talent-Triebwagen.
Zum 9. Dezember 2012 wurde die Strecke in das Netz der S-Bahn Rostock einbezogen und wird seitdem von der neuen Linie S3 (Güstrow–Rostock Hbf–Warnemünde) im Stundentakt, an Wochenenden alle zwei Stunden, befahren. Der Haltepunkt Mierendorf wurde gleichzeitig aufgegeben. Der Halt in Glasewitz war bereits 1993 geschlossen worden.